# Algos
Algos (rodz. n., od stgr. Ἄλγος "ból smutek, niepokój", l.mn. Ἄλγεα Algea) – w mitologii greckiej duch (demon) bólu i cierpienia. Przynosił płacz i łzy. Można go porównać do Oizys, bogini łagodniejszego nieszczęścia i smutku, oraz Pentosa, boga żałoby i rozpaczy. Przeciwieństwem Algeów jest bogini rozkoszy, Hedone, oraz boginie radości – Charyty.
Algea były dziećmi Eris, które zrodziła ona sama z siebie. Według innych wersji były potomstwem Etera i Gai.